# Glee Sings the Beatles
Glee Sings the Beatles je patnácté soundtrackové album amerického hudebního televizního seriálu Glee. Od 10. září 2013 bylo dostupné v předprodeji na internetovém obchodě iTunes a oficiální datum vydání bylo stanoveno na 24. září 2013, dva dny před začátkem vysílání páté série. Album obsahuje čtrnáct písní nahraných pro první dvě epizody páté řady, Love Love Love a Tina in the Sky with Diamonds, které skládají hudební poctu skupině The Beatles.

## Seznam skladeb
Všechny skladby s výjimkou Here Comes the Sun a Something (kde je spoluautorem George Harrison) napsala dvojice John Lennon a Paul McCartney.
| Pořadí | Název                                      | Délka |
| ------ | ------------------------------------------ | ----- |
| 1.     | Yesterday                                  | 2:33  |
| 2.     | Drive My Car                               | 2:32  |
| 3.     | Got to Get You into My Life                | 2:29  |
| 4.     | You've Got to Hide Your Love Away          | 2:43  |
| 5.     | Help                                       | 2:18  |
| 6.     | A Hard Day's Night                         | 2:27  |
| 7.     | I Saw Her Standing There                   | 2:40  |
| 8.     | All You Need Is Love                       | 3:16  |
| 9.     | Get Back                                   | 2:26  |
| 10.    | Here Comes The Sun (featuring Demi Lovato) | 3:00  |
| 11.    | Something                                  | 3:01  |
| 12.    | Sgt. Pepper's Lonely Hearts Club Band      | 1:54  |
| 13.    | Hey Jude                                   | 4:51  |
| 14.    | Let It Be                                  | 4:03  |